# Amorphinopsis papillata
Amorphinopsis papillata är en svampdjursart som först beskrevs av Baer 1906.  Amorphinopsis papillata ingår i släktet Amorphinopsis och familjen Halichondriidae.
Artens utbredningsområde är havet kring Franska Polynesien. Inga underarter finns listade i Catalogue of Life.